# The Raven... Nevermore
The Raven… Nevermore és una pel·lícula espanyola de curtmetratge d'estil conte gòtic dirigida el 1999 per Tinieblas González, basada en el conte El corb d'Edgar Allan Poe i amb guió coescrit pel mateix Tinieblas amb Karra Elejalde.

## Sinopsi
Una mitjanit tenebrosa, l'escriptor Edgar Allan Poe rep la visita inesperada d'un corb que el turmenta i li arrabassa l'esperança de Leonor, la seva estimada que ha perdut per sempre.

## Repartiment
- Gary Piquer - Edgar Allan Poe
- Savitri Ceballos - Leonor

## Nominacions i premis
Nominada al Goya al millor curtmetratge de ficció.